# Beverino
Beverino (en lígur: Bevein) és un comune (municipi) de la província de La Spezia, a la regió italiana de la Ligúria, situat uns 70 km al sud-est de Gènova i uns 11 km al nord de La Spezia. Forma part del Parc Natural Regional de Montemarcello-Magra.
Beverino limita amb els municipis següents: Borghetto di Vara, Calice al Cornoviglio, Follo, Pignone, Riccò del Golfo di Spezia, Rocchetta di Vara i Vernazza.

## Història
Beverino era una possessió de la família Este, que ho va confiar com a feu al senyor del proper Vezzano Ligure. En els segles XI-XIII hi van haver disputes per la seva propietat entre la família Malaspina i els bisbes de Luni.
El 1247 es va convertir en un comune lliure i va ingressar a la República de Gènova el 1274, tot i mantenir la seva autonomia legislativa.
La frazione de Corvara era un domini dels senyors de Carpena i Ponzone, que, el 1211, van cedir el seu feu a Gènova. Padivarma, antiga possessió del bisbat de Luni, es va convertir en part de la República genovesa el 1274, juntament amb Beverino.

## Llocs d'interès
- Església parroquial de Santa Croce.
- Església de San Michele Arcangelo (segle XIV), a la frazione de Corvara.
- Villa Costa, un monument nacional.

## Transport
Beverino és travessat per la carretera provincial 18. L'estació de tren més propera és la de La Spezia, a la línia Gènova-Roma.